# محمد مهدی سنوسی

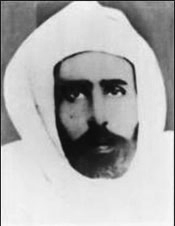

محمد المهدی بن محمد بن علی سنوسی در سال ۱۸۴۴ میلادی در شهر بیضاء از ایالت برقه لیبی به دنیا آمد. پدرش محمد بن علی سنوسی ملقب به «سنوسی کبیر» پیشوای قبائل لیبی و چاد بود. خاندان سنوسی نواده امام علی بن ابیطالب بودند.

## جانشینی پدر
محمد مهدی در سال ۱۸۵۹ یعنی در پانزده سالگی به جانشینی پدرش منصوب شد.

## تسلط کامل بر لیبی و تبعید به وادی کفرا
در دوران زعامت امیر محمد مهدی بر طریقت سنوسیه، او و پیروانش توانستند بر سراسر لیبی مسلط شوند و اداره بخشهای آموزش، اقتصاد، بازرگانی و حمل و نقل این سرزمین را در دست گرفتند. چیرگی سنوسی‌ها بر تمام شئون لیبی، موجب نگرانی سلطان عبدالحمید دوم خلیفه عثمانی گردید؛ به همین جهت او (امیر محمد مهدی) را از جغبوب به کفرا تبعید کرد. سپس مجدداً او را مجبور کرد که از کفرا به اوادای مهاجرت کند.

## انتشار طریقت سنوسی در دوران امیرمهدی
امیر محمد مهدی به گسترش تعالیم اسلامی سعی فراوان داشت و در دوران او ۱۴۶ خانقاه در سراسر لیبی دائر بود.

## جهاد علیه فرانسه
در سال ۱۹۰۰ او به دفاع از کشورش علیه هجوم فرانسه پرداخت؛ اما عمرش به این کار کفاف نداد و سال بعد وفات یافت.